# Berliner Tageblatt
Berliner Tageblatt («Берлинер тагеблатт», «Берлинский ежедневник») — ежедневная газета, выходившая в Берлине в 1872—1939 годах. Одна из двух наиболее важных немецких либеральных газет этого времени. Berliner Tageblatt отражала настроения либеральной торговой буржуазии и являлась полуофициальным печатным органом Немецкой демократической партии. В 1906—1933 годах должность редактора занимал влиятельный публицист Теодор Вольф, сменивший ушедшего по болезни Артура Левисона.
В связи с заинтересованностью германского торгового капитала в торговле с Советской Россией, отношение газеты к СССР было с точки зрения СССР довольно объективным. Имела своего постоянного корреспондента в Москве (Пауль Шеффер), которому было отказано в повторном посещении СССР.

## История
1 января 1872 года Рудольф Моссе начал выпуск рекламного листка под названием Berliner Tageblatt, развившегося в дальнейшем во влиятельную газету. В ходе Ноябрьской революции 5 января 1919 редакцию газеты на короткое время заняли солдаты добровольческого корпуса. К 1920 году ежедневный тираж газеты приблизился к 245 тыс. экземпляров.
До прихода к власти нацистов 30 января 1933 года газета была особенно враждебна к их программам. 3 марта 1933 года, после пожара в Рейхстаге, издатель Ханс Лахман-Мосс уволил главного редактора газеты Теодора Вольфа как еврея за критику нацистского режима. Вольф был вынужден бежать из страны, сначала в австрийский Тироль на самолёте, а затем в Швейцарию. После поражения Франции в июне 1940 года Теодор Вольф безуспешно пытался выбраться из оккупированной страны в Америку. Итальянские оккупационные власти арестовали его в мае 1943 года и передали его гестапо. Он был отправлен в марсельскую тюрьму, а затем в концлагерь Заксенхаузен. С диагнозом «воспаление легких» его поместили в берлинскую больницу для евреев, где он умер через три дня. Теодор Вольф похоронен на еврейском кладбище в Вайсензее.
В 1927—1933 в газете также работал Генрих Якоб (Heinrich Eduard Jacob). Ему, как и Вольфу, пришлось бежать в Вену от преследований нацистской партии. В Вене он подвергся преследованиям австрийских нацистов, в результате чего Якоб был заключен в Дахау (1938). После освобождения получил американское гражданство, но долгое время жил и работал в Европе. Якоб умер в 1967 году. Похоронен вместе со своей женой на еврейском кладбище в Берлине.
После 1933 года нацистское правительство взяло газету под свой контроль (Gleichschaltung). Однако в сентябре 1933 года специальным разрешением министра пропаганды Геббельса газета была освобождена от обязанности перепечатывать нацистскую пропаганду, чтобы таким образом создать видимость свободы прессы в Германии. Для того, чтобы обеспечить уважение и доверие к газете со стороны иностранной прессы, на должность редактора с апреля 1934 года был назначен Пауль Шеффер. Он был первым иностранным журналистом, которому было отказано в повторном въезде в Советский Союз, так как в 1929 году он опубликовал отрицательные отчеты о пятилетке и предсказал наступление голода.
В течение двух лет Шеффер окружил себя независимо мыслящими выпускниками высших учебных заведений, такими как Маргарет Бовери. Она написала в 1960 году, что Шеффера «с самого начала ненавидели в министерстве пропаганды, и только благодаря его хорошим международным связям его не уволили в первые годы существования режима». В конце концов Шефферу пришлось уйти в отставку (31 декабря 1936).
Газета была окончательно закрыта нацистами 31 января 1939 года.
Имя газеты возродилось в качестве подзаголовка интернет-газеты «BERLINER TAGESZEITUNG» немецкого медиамагната Райко Опитца в 2007 году, одного из ведущих немецких СМИ.

## Главные редакторы
- Нейман-Гофер, Отто — 1884—1886

## Тираж газеты
| Год       | Тираж                    | Тираж (воскресный выпуск) |
| --------- | ------------------------ | ------------------------- |
| 1917      | 245,000                  | 245,000                   |
| 03.1919   | 160,000-170,000          | 300,000                   |
| 1920      | 245,000                  | 300,000                   |
| 1923      |                          | ~250,000                  |
| 04.1928   | 150,000                  | 150,000                   |
| 1929      | 137,000 (Берлин: 83,000) | 250,000                   |
| 1930-1931 | 121,000 (Берлин: 77,000) | 208,000 (Берлин: 113,000) |
| 04.1931   | 140,000                  | 140,000                   |
| 1933      | 130,000-240,000          | 130,000-240,000           |

## Известные сотрудники
- Хельфрих, Карл